# Franz Messerschmidt
Franz Messerschmidt (* 13. April 1902 in Eisleben; † vermisst 13. April 1945) war ein deutscher Klassischer Archäologe.
Franz Messerschmidt besuchte das Gymnasium in Halle (Saale) und studierte seit dem Wintersemester 1920/21 an der Universität Halle zunächst Evangelische Theologie, dann Klassische Archäologie. Nach weiteren Studien in Heidelberg und Leipzig wurde er 1926 bei Georg Karo in Halle mit einer Arbeit zum Thema Beiträge zur Chronologie der etruskischen Wandmalerei promoviert. Der Fachmann für die Etruskische Altertumskunde forschte vor allem zu den etruskischen Nekropolen, etwa in Tarquinia oder gemeinsam mit Armin von Gerkan in Vulci. 1930 habilitierte er sich an der Universität Breslau und vertrat dort auch zeitweise den archäologischen Lehrstuhl. 1934 wurde er zum korrespondierenden Mitglied des Deutschen Archäologischen Instituts ernannt. Ab dem Wintersemester 1937/38 lehrte er als außerordentlicher Professor an der Universität Königsberg in Nachfolge von Guido Kaschnitz von Weinberg. Messerschmidt war zum 1. Mai 1933 der NSDAP beigetreten (Mitgliedsnummer 3.522.471), gelegentlich hielt er seine Vorlesungen in Parteiuniform, mehrere Reisen führten ihn deshalb ins Baltikum, wo er mit Alfred Rosenberg, mit dem er befreundet war, zusammentraf. Im April 1945 kam er infolge des Zweiten Weltkriegs in der Nähe von Halle (Saale) ums Leben.

## Schriften
- Beiträge zur Chronologie der etruskischen Wandmalerei. Eschhagen, Ohlau in Schlesien 1926 (= Dissertation).
- Nekropolen von Vulci (= Jahrbuch des Deutschen Archäologischen Instituts Ergänzungsheft 12). de Gruyter, Berlin 1930.
- Bronzezeit und frühe Eisenzeit in Italien. Pfahlbau, Terramare, Villanova. de Gruyter, Berlin, Leipzig 1935.
- Kunst um Phidas. Kanter, Königsberg 1943.
- Olympia. Kanter, Königsberg 1944.

## Belege
1. ↑  Bundesarchiv R 9361-IX KARTEI/28441072
2. ↑  Gerhard Perl: Walter F. Otto (1874–1958) in Königsberg. In: Werner Suerbaum (Hrsg.): Erinnerungen an Klassische Philologen. Festgabe für Ernst Vogt zu seinem 60. Geburtstag am 6. November 1990 (= Eikasmos Bd. 4). Bologna 1993, S. 285 (Digitalisat).

| Personendaten    | Personendaten                                    |
| ---------------- | ------------------------------------------------ |
| NAME             | Messerschmidt, Franz                             |
| KURZBESCHREIBUNG | deutscher Klassischer Archäologe und Etruskologe |
| GEBURTSDATUM     | 13. April 1902                                   |
| GEBURTSORT       | Eisleben                                         |
| STERBEDATUM      | 13. April 1945                                   |